# Cecili Buele i Ramis
Cecili Buele i Ramis   (Palma, 4 de desembre de 1944) és un activista social, exsacerdot i expolític mallorquí. Fill de pare bubi de equatoguineà i de mare arianyera, estudià Humanitats (1955-1959), Filosofia (1960-1962) i Teologia (1963-1968) al Seminari Diocesà de Mallorca. Fou ordenat sacerdot l'any 1968.

## Trajectòria
Llicenciat en Educació per l'Escola Normal Superior Marcelino Champagnat de Chosica (Perú), es matriculà i cursà estudis de Filologia Hispànica a la Universitat de les Illes Balears, i de Ciències Polítiques i Sociologia a la UNED.
Fou consiliari del Moviment Escolta i Guiatge de Mallorca (1968-1971), i missioner a Burundi (1971-1974) i al Perú (1975-1978). L'any 1979 implantà a Mallorca el Comitè de Solidaritat amb Amèrica Llatina, va fer renàixer la Secció local d'Amnistia Internacional i mantengué actiu el Grup cristià de Drets Humans. El 1982 oficià la seva darrera missa abans de penjar els hàbits per a poder casar-se.
Després d'haver militat durant tres anys en el Partit Comunista dels Pobles d'Espanya (PCPE), milità des de 1988 en el Partit Socialista de Mallorca (PSM) fins al 2003, quan s'afilià a Esquerra Republicana de Catalunya. Regidor a l'Ajuntament de Palma entre el 1995 i 1999 pel PSM-Entesa Nacionalista, fou també diputat al Parlament de les Illes Balears i conseller de Cultura i Joventut del Consell Insular de Mallorca. Va ser candidat al Congrés dels Diputats en representació del PSM-Entesa Nacionalista (2000). El 2004 fou candidat al senat per la coalició Progressistes per les Illes Balears. Intervengué en ocasions diverses al Congrés dels Diputats i al Parlament Europeu.
Vicepresident del Patronat de la Fundació Maria Ferret, lligada al Moviment Escolta i Guiatge de Mallorca, inicià la seva col·laboració amb l'entitat Fòrum Musicae, impulsant la creació de l'Orquestra de Joves Intèrprets dels Països Catalans i del Cor Jove dels Països Catalans.
Participà activament en la preparació i realització del II i III Fòrum Social de Mallorca (FSMa) realitzats a Palma.